# Kaiserpokal 1962
Der Kaiserpokal 1962 war die 42. Austragung des Kaiserpokals, des höchsten japanischen Fußballpokalwettbewerbs. Sieger des Wettbewerbs waren die Chūō-Universität.

## Ergebnisse

### Achtelfinale
|                            | Ergebnis |                           |
| -------------------------- | -------- | ------------------------- |
| Shida Club                 | 2:3      | Osaka Club                |
| Hokuyo Mokuzai Club        | 0:7      | Chūō-Universität          |
| Waseda-Universität         | 5:1      | Kyoto Shiko Club          |
| Toyo Industries            | 2:0      | All Mitsubishi            |
| Kwansei-Gakuin-Universität | 10:00    | Toyama Club               |
| Furukawa Electric          | 5:0      | Tōhoku-Gakuin-Universität |
| Yawata Steel               | 2:1      | Kansai-Universität        |
| Meiji-Universität          | 5:1      | Teijin Matsuyama          |

### Viertelfinale
|                            | Ergebnis |                   |
| -------------------------- | -------- | ----------------- |
| Osaka Club                 | 0:2      | Chūō-Universität  |
| Waseda-Universität         | 0:1      | Toyo Industries   |
| Kwansei-Gakuin-Universität | 0:1      | Furukawa Electric |
| Yawata Steel               | 4:2      | Meiji-Universität |

### Halbfinale
|                   | Ergebnis |                 |
| ----------------- | -------- | --------------- |
| Chūō-Universität  | 1:0      | Toyo Industries |
| Furukawa Electric | 3:2      | Yawata Steel    |

### Spiel um Platz 3
|                 | Ergebnis |              |
| --------------- | -------- | ------------ |
| Toyo Industries | 2:0      | Yawata Steel |

### Finale
|                  | Ergebnis |                   |
| ---------------- | -------- | ----------------- |
| Chūō-Universität | 2:1      | Furukawa Electric |